# Nationalpark Unteres Odertal

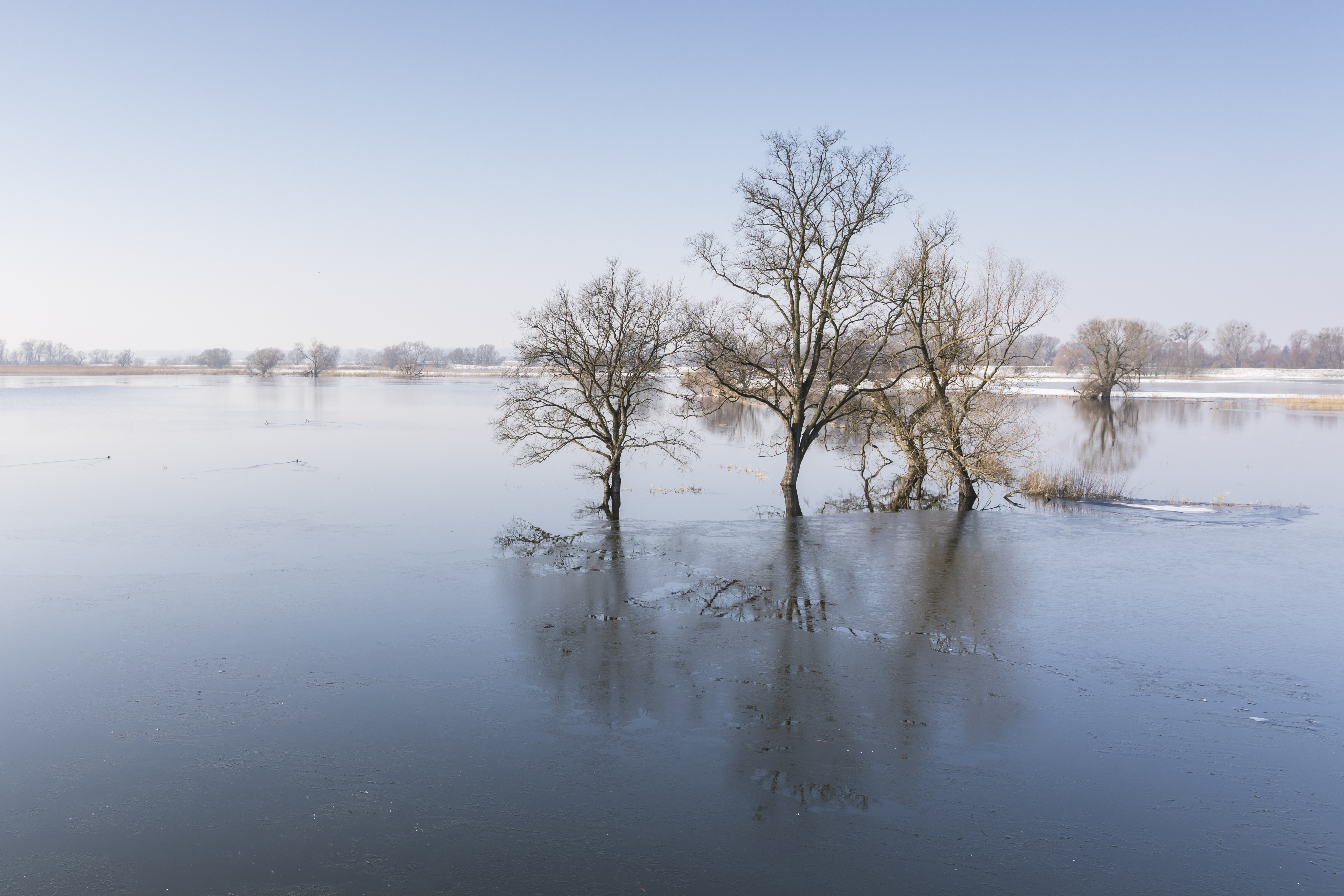
Gefluteter Winterpolder bei Schwedt

Der Nationalpark Unteres Odertal, ein Teilgebiet des Internationalpark Unteres Odertal, ist ein 1995 gegründeter Nationalpark in Deutschland. Er liegt am Unterlauf der Oder im Nordosten Brandenburgs in den Landkreisen Barnim und Uckermark, umfasst eine Fläche von 10.323 ha und wurde am 10. September 1995 eingeweiht. Umgeben wird der Nationalpark auf deutscher Seite von dem 17.774 ha großen Landschaftsschutzgebiet Nationalparkregion Unteres Odertal. Der Nationalpark bildet mit dem angrenzenden polnischen Landschaftsschutzpark Unteres Odertal (Park Krajobrazowy Dolina Dolnej Odry, ca. 6.000 ha) und dem Zehdener Landschaftsschutzpark (Cedyński Park Krajobrazowy, ca. 30.850 ha) und dessen Schutzzone eine räumliche Einheit. Das Schutzgebiet ist Bestandteil des europäischen ökologischen Netzes Natura 2000.
Seit den Erklärungen und Beschlüssen des Deutsch-Polnischen Umweltrates von 1992 wird das Gebiet mit seinem zentralen Teil zwischen der Hohensaaten-Friedrichsthaler Wasserstraße und dem Oderlauf, einschließlich des angrenzenden Gebietes auf der deutschen Seite und des Zwischenstromlandes zwischen Ost- und Westoder von Widuchowa (Fiddichow) bis zum Skosnica-Kanal (Klützer Querfahrt) auf der polnischen Seite als grenzüberschreitendes Schutzgebiet betrachtet und trägt den Namen Internationalpark Unteres Odertal. Die grenzüberschreitende Schutzzone umfasst insgesamt eine Fläche von 1.172 km² und erstreckt sich sowohl auf deutscher als auch auf polnischer Seite entlang der Oder über gut 60 km Länge. Die Verwaltung des Nationalparks befindet sich auf dem Gelände des Schlosses in Criewen im Nationalparkzentrum Unteres Odertal. Dort befindet sich auch das Nationalparkhaus mit einer Ausstellung.

## Weblinks

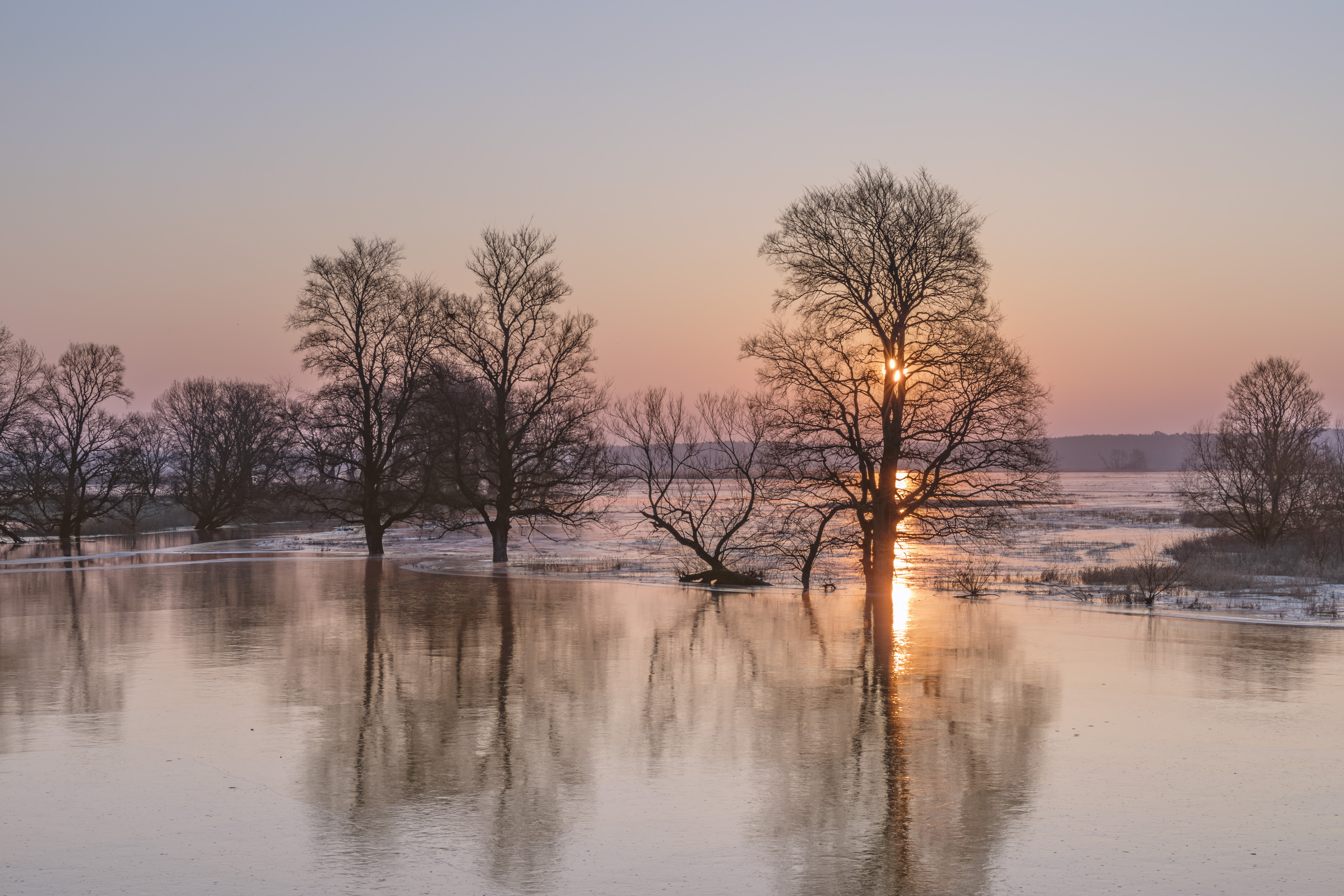
Winterpolder bei Schwedt.

## Besonderheiten des Nationalparks Unteres Odertal

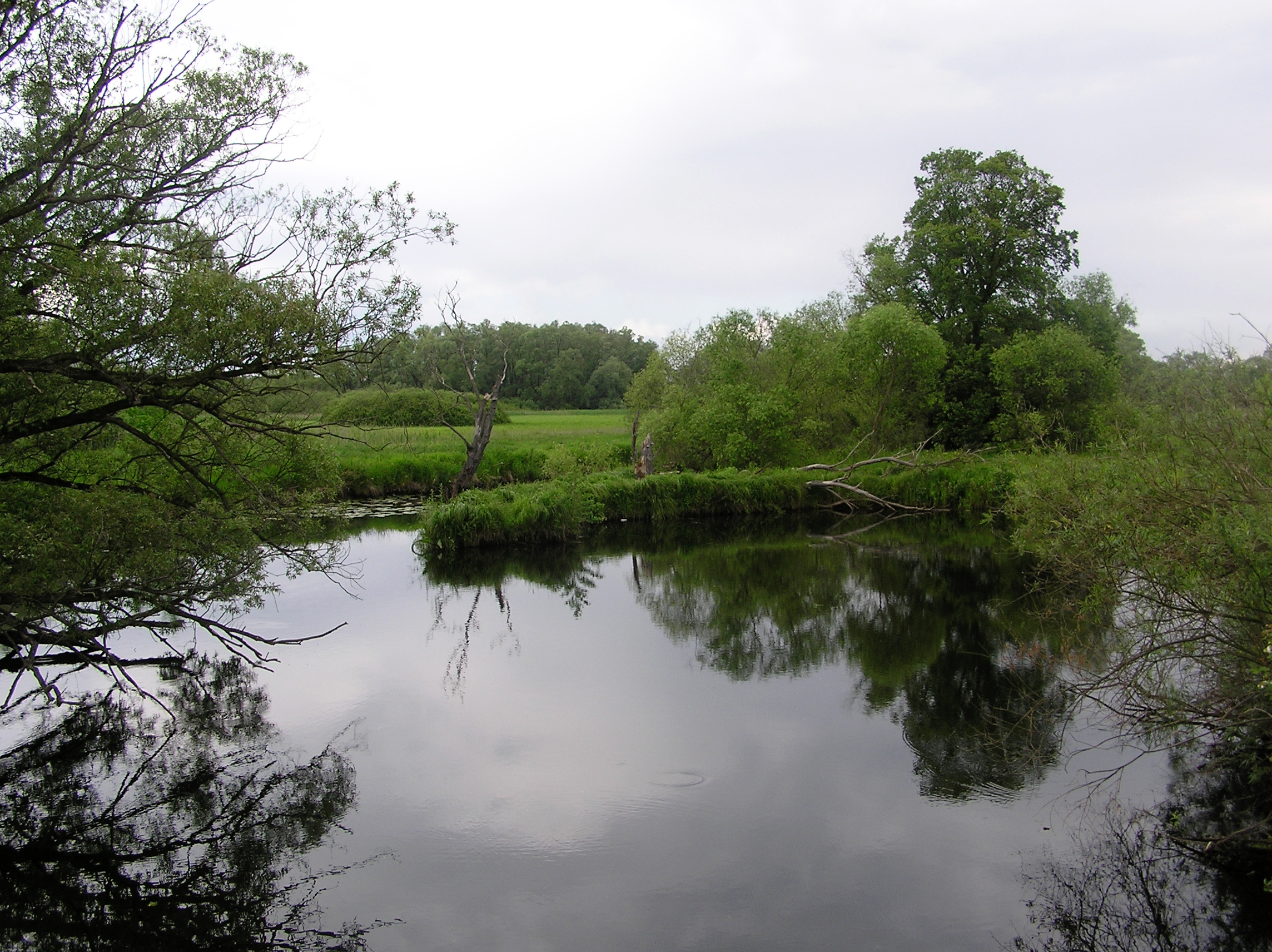
Faule Mummert

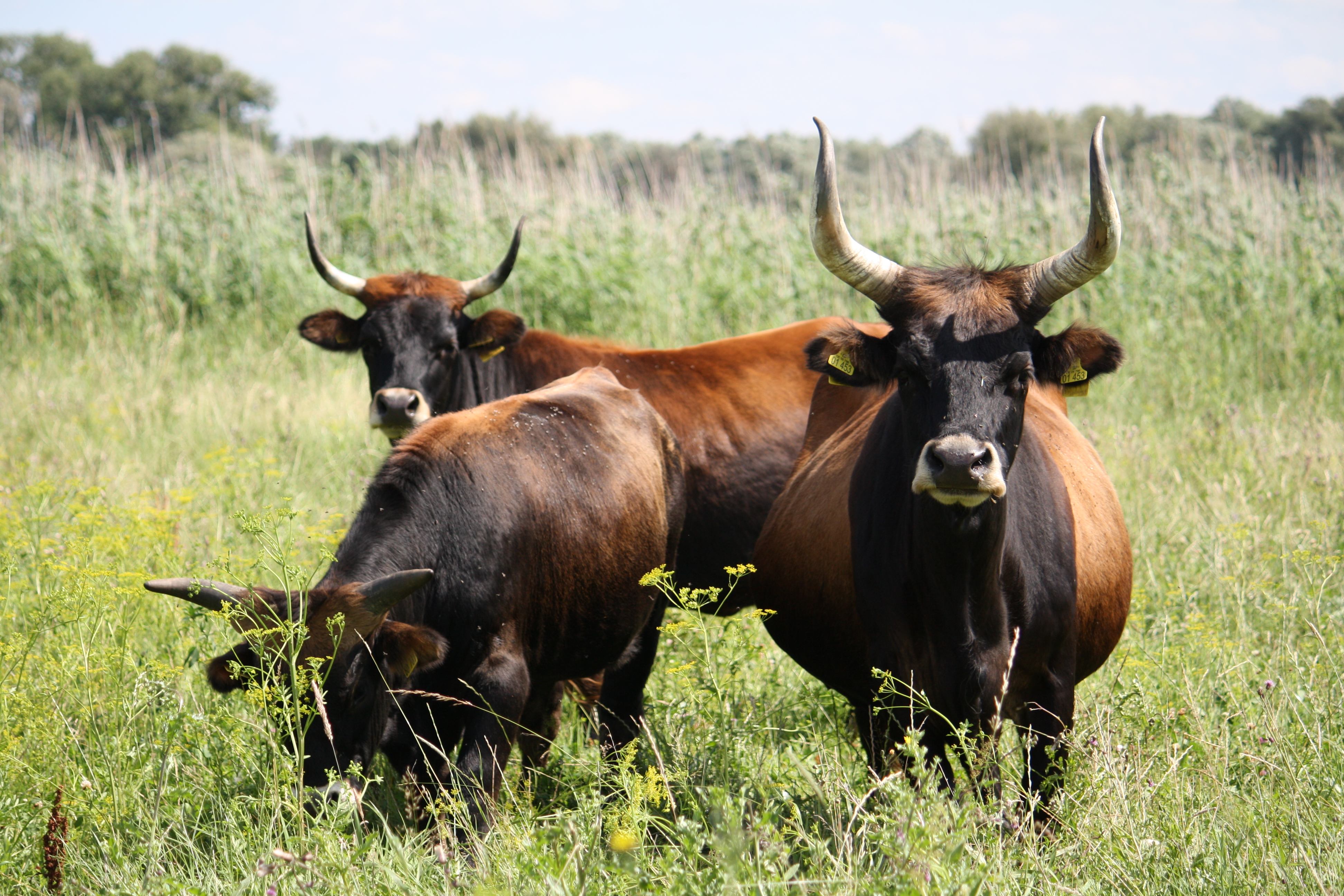
Einige Flächen werden mit Heckrindern beweidet

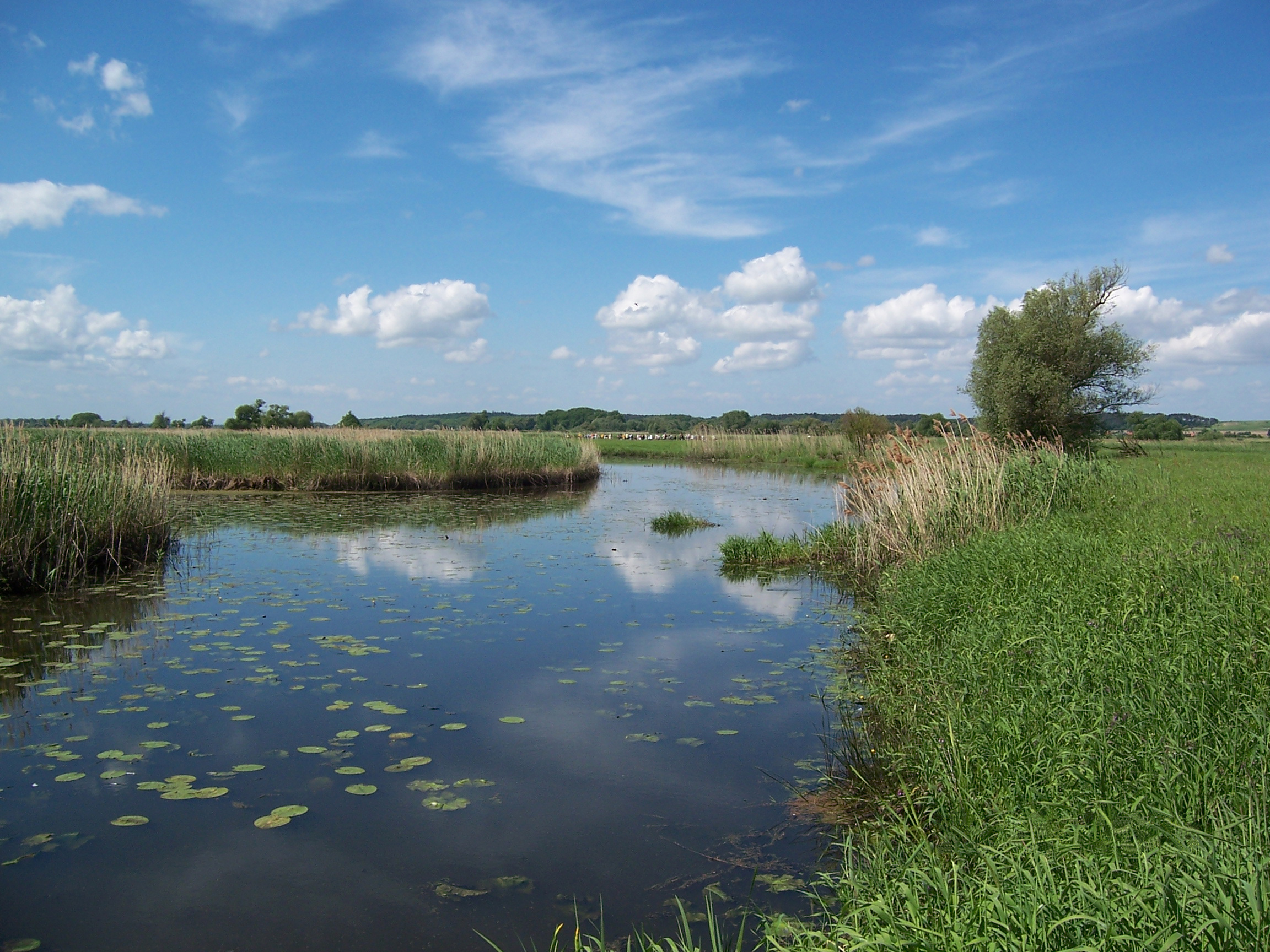
Flussauenlandschaft im Nationalpark

Der Nationalpark erstreckt sich über eine Breite von zwei bis maximal acht Kilometern. Das Ostufer der Oder (bzw. ab Friedrichsthal der Ostoder) steigt steil auf Höhen bis zu 100 m ü. NN an. Das Westufer der Westoder sowie des zur Oder parallel verlaufenden Kanals, der Hohensaaten-Friedrichsthaler Wasserstraße, ist etwas weniger steil und im Bereich Schwedt/Oder (Welsemündung) sehr flach.
Hier befindet sich die einzige intakte Polder-Landschaft Deutschlands. Nach niederländischem Vorbild wurde das Flussgebiet großflächig eingedeicht. Hohe Winterdeiche, die sich am westlichen Talrand hinziehen, schützen die Orte. Entlang der Oder ziehen sich die Sommerdeiche, die jedes Jahr im November geöffnet werden, so dass das Wasser der Oder die ganze Breite des Flusstales bedecken und ungehindert abfließen kann. Im Winter und im Frühjahr sind daher die Polderwiesen geflutet. Der Fluss hat so mehr Raum, die Gefahr von Hochwassern für die Hafenstadt Stettin ist damit fast ausgeschlossen.
Ist im April die Flut zurückgegangen, werden die Wehre der Sommerdeiche wieder geschlossen. Das verbleibende Restwasser wird innerhalb weniger Tage abgepumpt. Dies ermöglicht, dass bis in den Herbst hinein die Wiesen durch Beweidung und Mahd genutzt werden können.

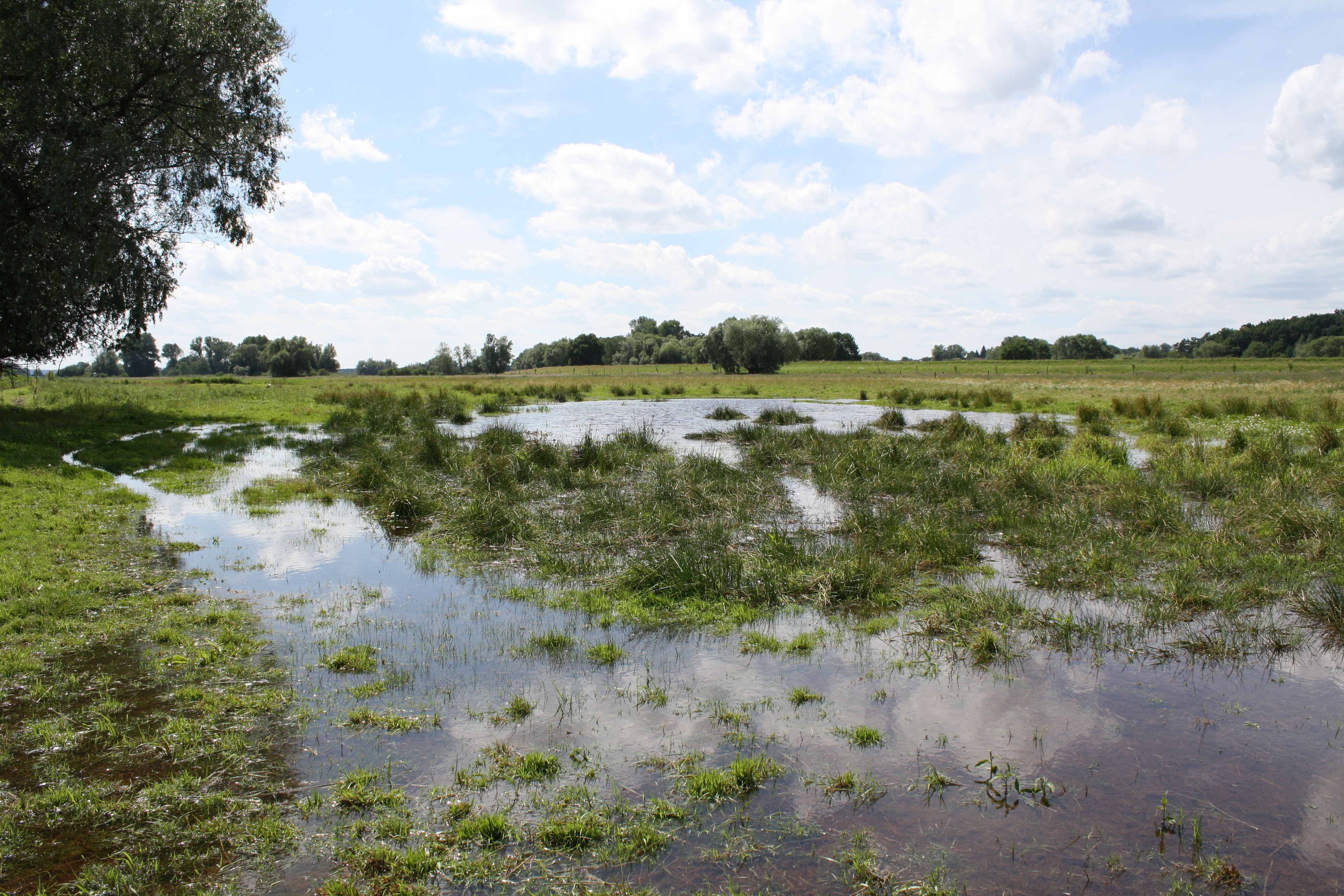
Im Nationalpark befinden sich bedeutende Feuchtgebiete

Die großflächige Fluss-Auenlandschaft ist Lebensraum für viele seltene oder geschützte Pflanzen und Tiere, unter anderem Biber. Auf den überschwemmten Wiesen rasten große Schwärme von Zugvögeln. Das Tal der Oder ist begrenzt durch unmittelbar steil ansteigende Hügelränder. Auf einigen besonders zerklüfteten Hängen haben sich bis heute Reste der ursprünglichen Wälder erhalten. Andere Bereiche sind aufgrund jahrhundertelanger Beweidung heute Trockenrasen.
Im Nationalpark werden 4700 ha Grünland von Landwirten genutzt. 2020 arbeiteten 30 Landwirtschaftsbetriebe im Park, welche 2500 Mutterkühe, 550 Milchkühe und 3500 Schafe hielten. Diese 30 Betriebe erhielten 2020 für die naturverträgliche Bewirtschaftung 845000 Euro aus dem Vertragsnaturschutz für Wiesenbrüterschutz, Trockenrasenpflege und weitere Maßnahmen wie z. B. Verzicht von Einsatz von Düngemitteln und Gülle.

## Fauna des Nationalparks

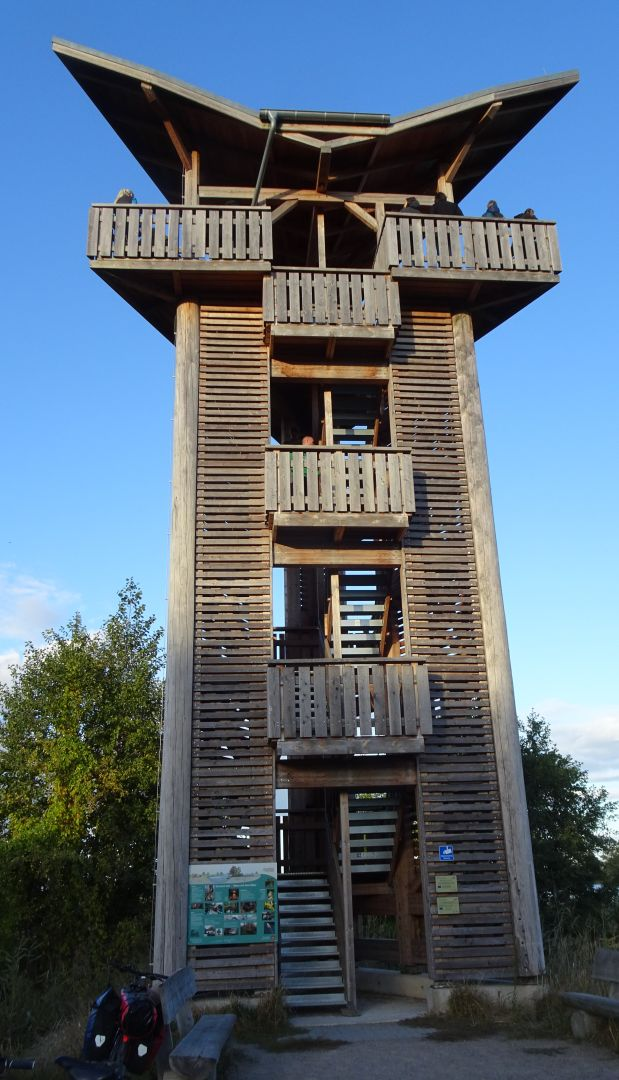
Beobachtungsturm in Mescherin

Die im Winter überschwemmten Wiesen bieten zahlreichen Zugvögeln Rastmöglichkeiten. Zu den Vögeln, die sich hier beobachten lassen, zählt beispielsweise der Singschwan. Zu den Brutvögeln dieses Nationalparks gehören so seltene Wiesenbrüter wie der Wachtelkönig, der Kampfläufer und die Uferschnepfe und in den Auwaldungen und den Laubwäldern der Oderhänge nistet der Pirol. Auch die größte Brutkolonie der Trauerseeschwalbe befindet sich im Nationalpark.
Gleichfalls hier zu beobachten sind der Eisvogel sowie der Seggenrohrsänger, der zu den am stärksten gefährdeten Singvögeln Europas zählt. Er brütet regelmäßig in den Feuchtwiesen und Röhrichten der Flussauen. Größere Bestände dieser Singvogelart sind ansonsten nur noch in den weiter östlich gelegenen Sumpf- und Auenlandschaften Polens und von Belarus zu finden.
Von besonders großer Anziehungskraft auf die Besucher des Nationalparks sind die Weißstörche, die auf den Dächern der umliegenden Dörfer brüten. Ebenso, wenn auch sehr versteckt, sind auch die sehr seltenen Schwarzstörche zu finden, von denen es gegenwärtig 3 bis 5 Brutpaare gibt.
Als dauerhafte Arten haben sich hier wieder Fischotter, Biber, Wiesenweihe und Seeadler angesiedelt.
Im Nationalpark brütete 2006 die größte Kolonie von Weißflügelseeschwalben ganz Deutschlands. Es wurden 50 Paare mit 45 Jungen gezählt. Durch das relativ lange Hochwasser der Oder und den damit vorhandenen Flachwasserarealen waren gute Voraussetzungen für die Vögel gegeben. Als die Sommerhitze einsetzte, stellte die Parkverwaltung gute Brutverhältnisse sicher.
Neben den Weißflügelseeschwalben brüteten 2006 auch Weißbartseeschwalben im Nationalpark. Gezählt wurden 15 Küken.
Im Nationalpark sammeln sich die Kraniche vor dem Flug in den Süden, sie können u. a. vom Turm in Mescherin beobachtet werden. Im Herbst finden regelmäßig Kranichwochen statt.
Selten werden auch wandernde Elche im Nationalpark gesichtet.
Der letzte Berufsfischer im Bereich des Parks fischt im Park Blei, Wels, Hecht, Zander, Karpfen und wenige Aale.
Seit 2006 läuft ein Wiederansiedlungsprojekt für den Atlantischen Stör (Acipenser oxyrinchus) im Nationalpark. Der Berufsfischer setzt bis zu 30.000 Jungstöre pro Jahr, welche in Teichen der Blumberger Mühle von Juli bis November aufgezogen wurden, in der Oder aus. Durch die Umweltkatastrophe an der Oder im August 2022 verendeten jedoch ein Drittel der 20.000 Nachwuchstiere, die sich zu diesem Zeitpunkt in der Aufzuchtstation des Nationalparks befanden. Durch die Anlage war kontaminiertes Oderwasser geflossen. Die restlichen bis zu fünf Zentimeter großen Exemplare konnten gerettet und in Poldergewässer des Nationalparks ausgesetzt werden, die keine Verbindung zur Oder hatten. Nach Angaben der Nationalparkverwaltung wurden in Zusammenhang mit dem Fischsterben in der Oder außerdem etwa 30 bis 90 Zentimeter große tote Störe gefunden, vermutlich aufgezogene Jungtiere aus den Vorjahren.

## Flora des Nationalparks
Neben den Poldergebieten besitzt der Nationalpark auch wichtige Lebensräume für seltene Tier- und Pflanzenarten, die auf den Höhen und an den Hängen der Ränder des Odertals liegen. Hier wächst beispielsweise die in Mitteleuropa sehr seltene Flaumeiche, eine Eichenart, die samtartige Blätter besitzt; denn die Flaumeiche gehört in die Mittelmeervegetation, für diese Art ist es in weiten Teilen Mitteleuropas zu kalt.

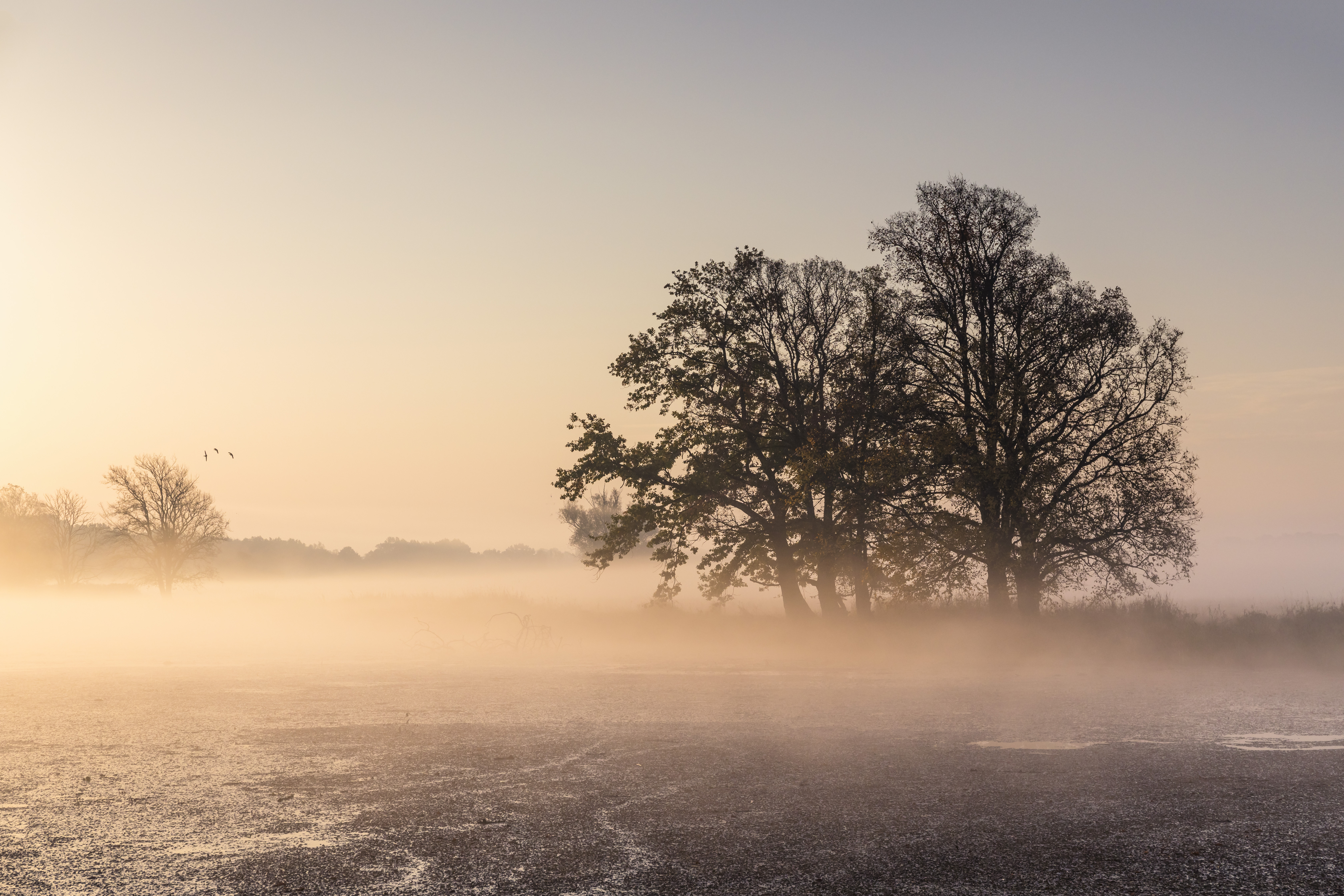
Geflutete Ratswiesen bei Schwedt im Morgenebel

## Touristische Nutzung

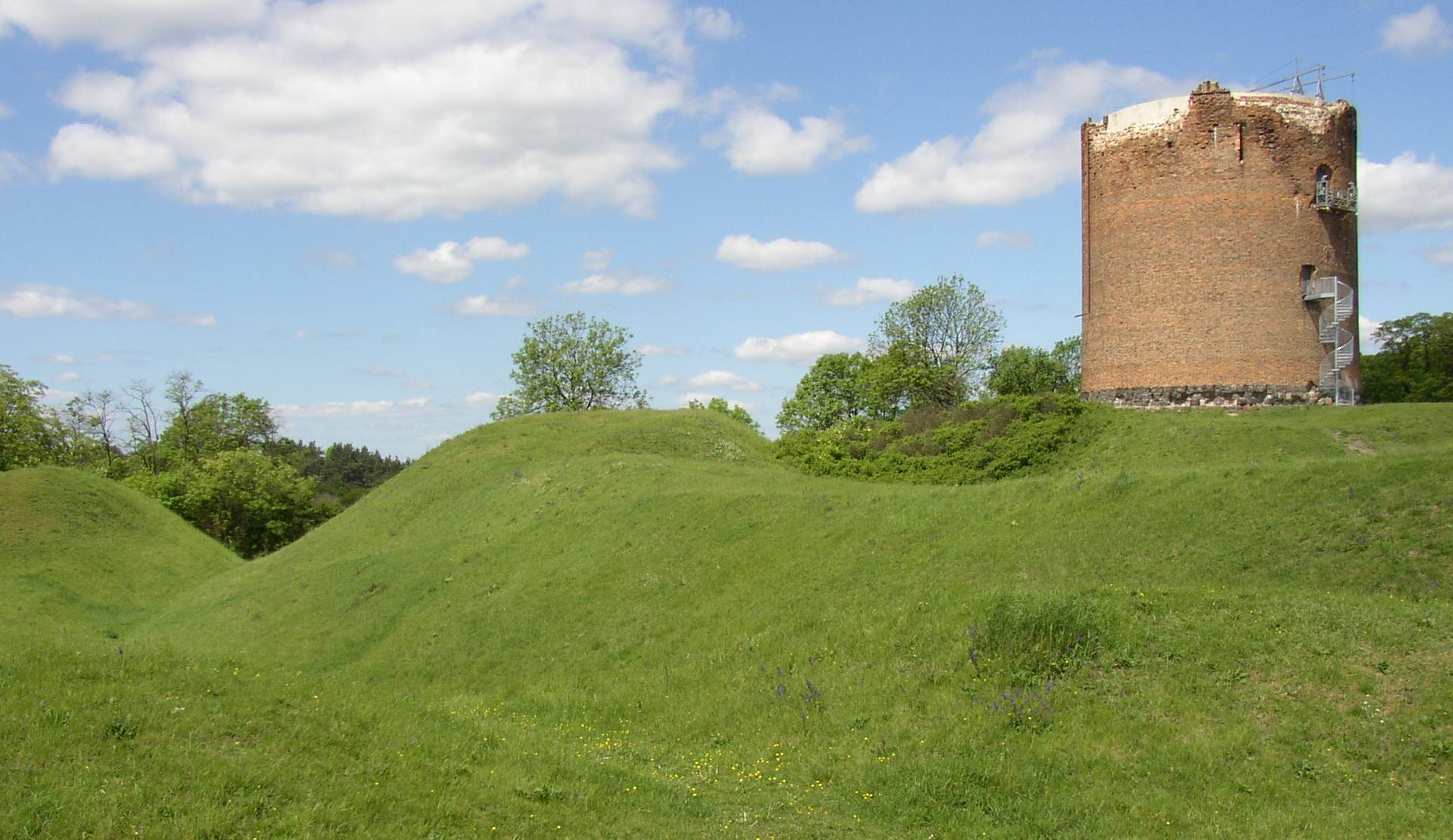
Burg Stolpe

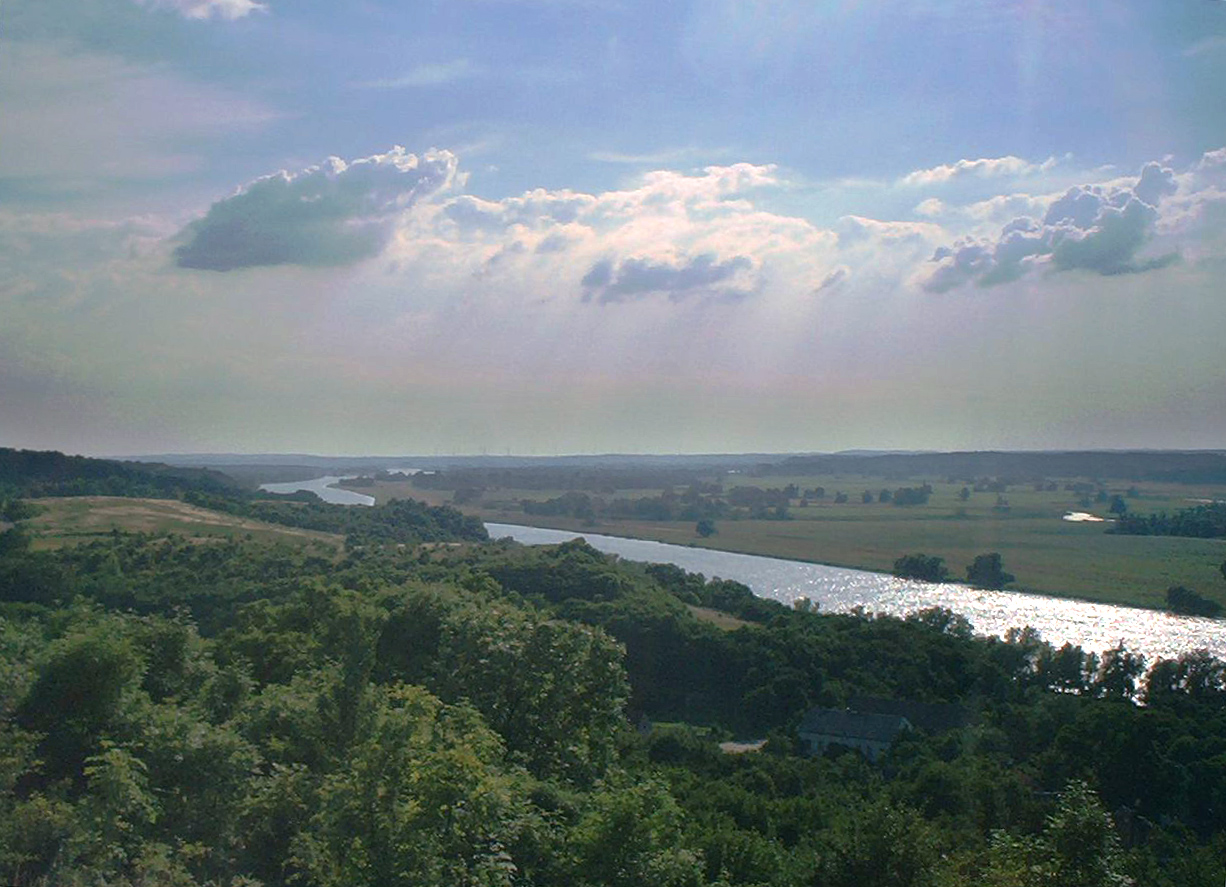
Blick von Krajnik Dolny (Polen) auf die Oder und den südlichen Teil des Nationalparks Unteres Odertal

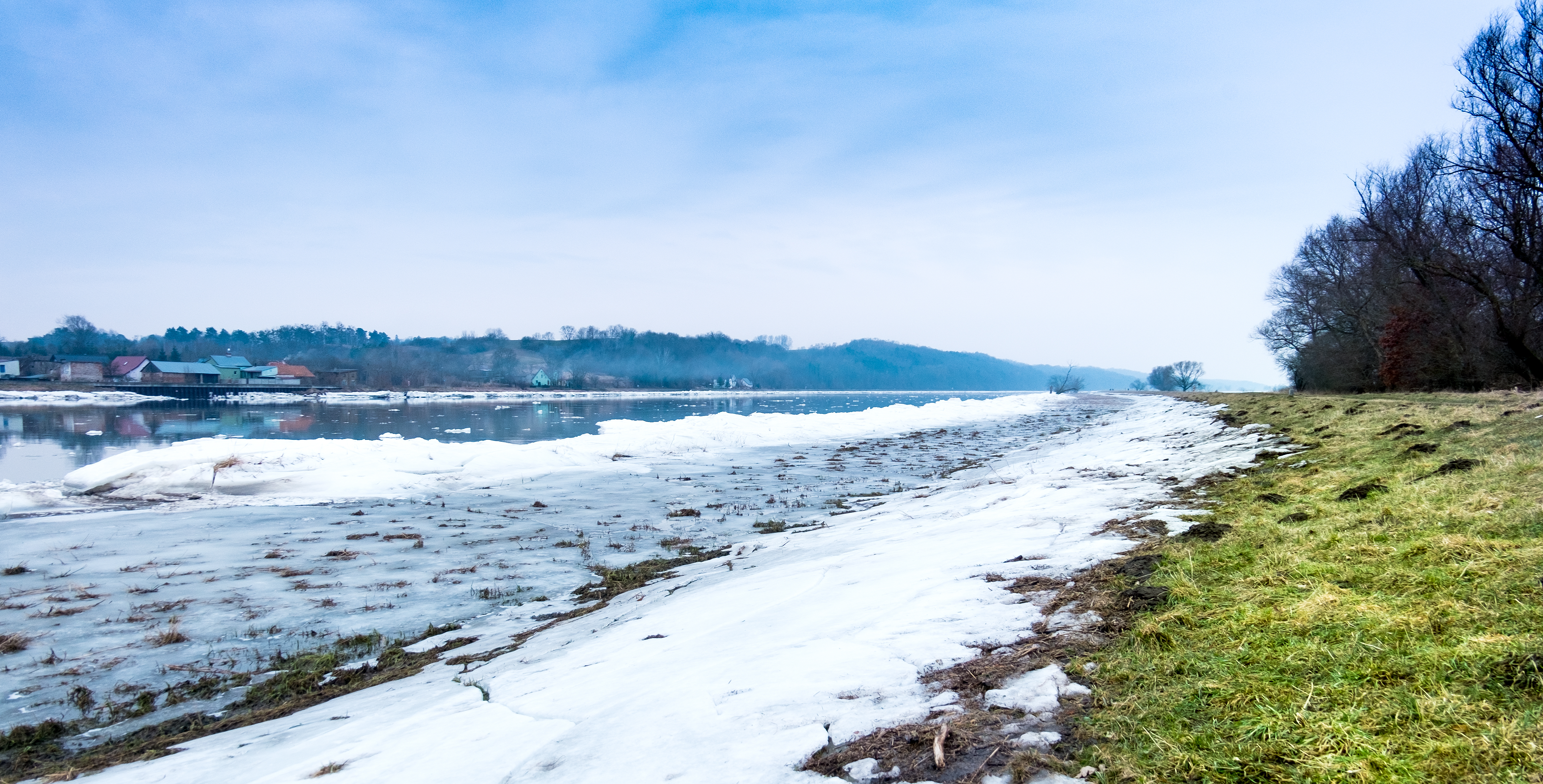
Die Oder bei Krajnik Dolny, Grenze zwischen Deutschland und Polen

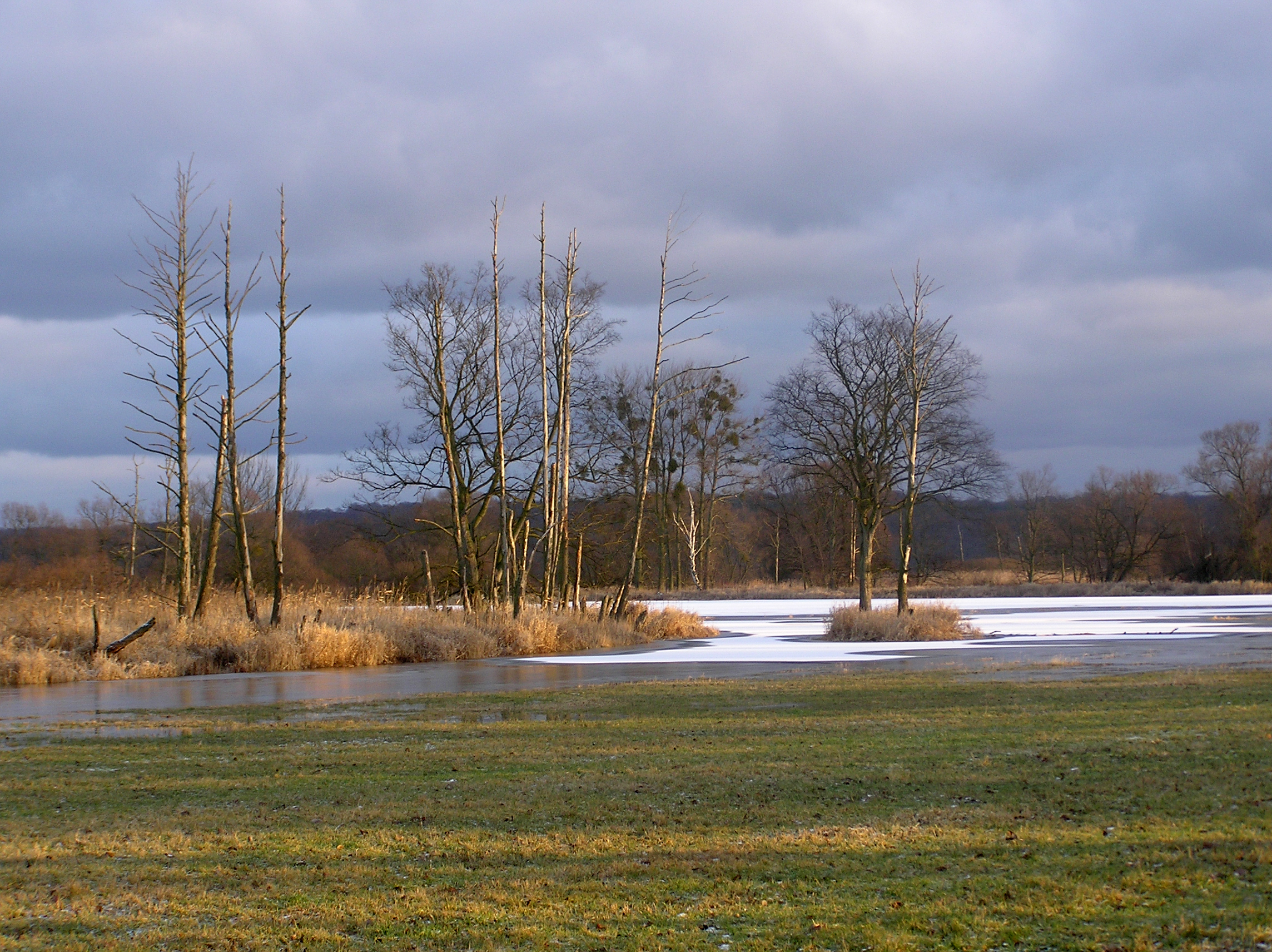
Winterpolder bei Gatow

Die Oderniederung hat sich nach der Gründung des Nationalparks zu einem touristischen Geheimtipp entwickelt. 2004 zählte der Park rund 150.000 Besucher. Bereits im Frühjahr 1997 erläuterte der damalige Brandenburger Umweltminister Matthias Platzeck: „Rechnet man die Tages- und Mehrtagesbesucher zusammen, die nur wegen des Nationalparks in die Schwedter Umgebung kommen, hat die Region dadurch jährlich einen finanziellen Nutzen von vorsichtig geschätzten 2,6 Millionen DM (heute 1,3 Millionen Euro).“
Ausgangspunkt für zum Teil geführte Fuß- und Radwanderungen ist die Stadt Schwedt/Oder oder das Nationalparkzentrum in Criewen. Auf einem der Deiche führt ein Teilstück des inzwischen 465 Kilometer langen Oder-Neiße-Radwegs entlang. Der Park verfügt über ein 200 Kilometer langes Wegenetz, 52 markierte Rad- und Wanderwege, drei Lehrpfade und drei Aufstiege mit Panoramablick.
Etwas weiter südlich befinden sich auf einer Anhöhe die Überreste der Burg Stolpe (im Volksmund „Grützpott“ genannt). Vom Fuße der Burgruine hat man einen schönen Ausblick auf das Untere Odertal. Eine Besteigung der Burg ist zu bestimmten Zeiten möglich.

## Geplante Weiterentwicklung
Nach dem alten Nationalparkgesetz (NatPUOG) von 1995 sollte spätestens zum 31. Dezember 2010 mindestens auf der Hälfte der Fläche des Nationalparks keine wirtschaftliche Nutzung stattfinden und dort mit Ausnahme der Hochwasserschutzanlagen auch sonst uneingeschränkt der natürlichen Entwicklung überlassen bleiben (Totalreservate).
Von 2004 bis 2006 diskutierte das Land Brandenburg aufgrund von Akzeptanzproblemen bei Teilen der Landwirtschaft, der Anglerverbände, der örtlichen Bevölkerung und der Wasserwirtschaft eine Novellierung des Nationalparkgesetzes von 1995. Das am 25. Oktober 2006 vom brandenburgischen Landtag verabschiedete novellierte Nationalparkgesetz sieht vor allem eine Aufhebung der zeitlichen Zielsetzung für die Ausweisung nutzungsfreier Zonen vor. Darüber hinaus wird sich für eine Festlegung von Totalreservaten (Schutzzonen Ia und Ib) mit eingeschränkter Nutzung auf exakt 50,1 % ausgesprochen (§ 5 Abs. 2 NatPUOG). Bei 0,1 % weniger hätte das Land gegen das Bundesnaturschutzgesetz (BNatSchG) verstoßen. Als Nationalpark kann nach § 24 Abs. 1 Satz 2 BNatSchG eine Fläche nur unter Schutz gestellt werden, wenn sie im überwiegenden Teil ihres Gebiets die Voraussetzungen für die Unterschutzstellungen als Naturschutzgebiet (§ 23 BNatSchG) erfüllt. Überwiegend bedeutet mehr als 50 %. Würde die unter Schutz gestellte Fläche im Nationalpark Unteres Odertal jedoch 50,2 % aufweisen, wäre das ein Verstoß gegen das seit 2006 geltende Nationalparkgesetz (NatPUOG).
Naturschützer bemängeln, dass mit der Novellierung des Nationalparkgesetzes im Jahre 2006 wieder einmal den Interessen von Landwirten und Anglern nachgegeben wurde.

## Nationalparkgesetz
- Gesetz über den Nationalpark Unteres Odertal (Nationalparkgesetz Unteres Odertal – NatPUOG). Vom 9. November 2006, in: Gesetz- und Verordnungsblatt für das Land Brandenburg Teil I, Nr. 14 vom 16. November 2006, S. 141–149. (PDF-Datei; 236 kB)
- Land Brandenburg, Nationalpark Unteres Odertal: Novellierung Nationalparkgesetz 2006. Übersichtskarte zum Nationalpark Unteres Odertal. Vom 29. Mai 2006 (PDF-Datei; 1,87 MB)
- Gesetz über den Nationalpark Unteres Odertal (Nationalparkgesetz Unteres Odertal – NatPUOG). Vom 27. Juni 1995, in: Gesetz- und Verordnungsblatt für das Land Brandenburg, Teil I, Nr. 12 vom 28. Juni 1995, S. 114–119.

## Literatur

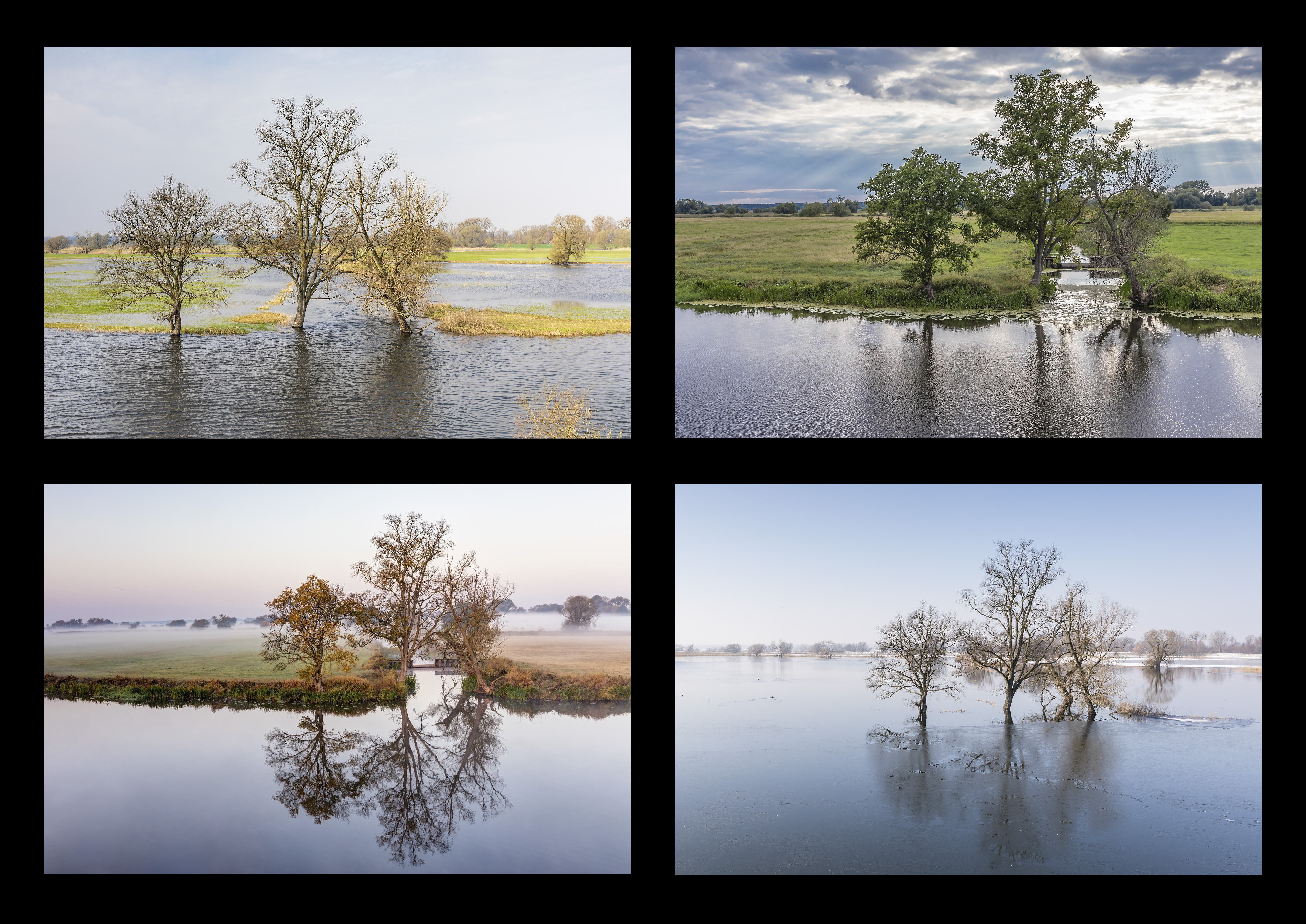
Polder bei Schwedt zu den verschiedenen Jahreszeiten.

## Karten
- Landesvermessung und Geobasisinformation Brandenburg (Hrsg.): Nationalpark Unteres Odertal. Potsdam 2003, ISBN 3-7490-4099-0 (topographische Karte 1:50.000).

- Nationalpark Unteres Odertal. Dokumentarfilm, 45 Min., Deutschland, 1987, von Hanna Lehmbäcker und Alexander Huf, Produktion: Komplett-Media-GmbH, Grünwald (ISBN 3-89672-487-8)